# Callistoctopus aspilosomatis
Callistoctopus aspilosomatis is een inktvissensoort uit de familie van de Octopodidae. De wetenschappelijke naam van de soort werd voor het eerst geldig gepubliceerd in 1993 door Norman.